# Nieśność

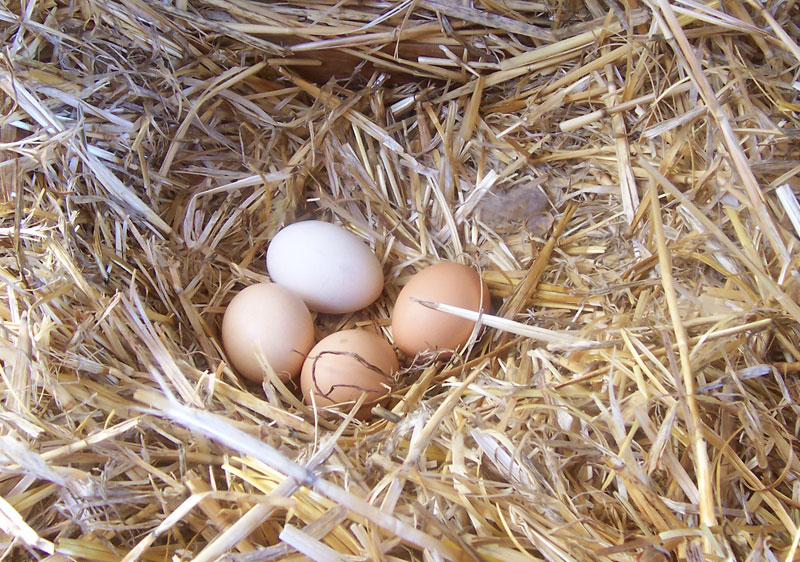
Jaja kurze

Nieśność – zdolność samic drobiu do znoszenia jaj.
W toku hodowli wyselekcjonowano specjalne, przeznaczone do produkcji jaj, rasy drobiu.
Nieśność jest, oprócz cech indywidualnych, zależna od, m.in. rasy drobiu i warunków chowu. Wyspecjalizowane rasy kur niosek znoszą do 300 jaj w ciągu roku, kaczki do 90 jaj, gęsi, a także indyki do najwyżej trzydziestu sztuk.